# Petrosia pigmentosa
Petrosia pigmentosa är en svampdjursart som beskrevs av Fromont 1991. Petrosia pigmentosa ingår i släktet Petrosia och familjen Petrosiidae. Inga underarter finns listade i Catalogue of Life.